# Lyginia excelsa
Lyginia excelsa är en gräsväxtart som beskrevs av Barbara Gillian Briggs och Lawrence Alexander Sidney Johnson. Lyginia excelsa ingår i släktet Lyginia och familjen Anarthriaceae. Inga underarter finns listade i Catalogue of Life.